# Walter Mehring

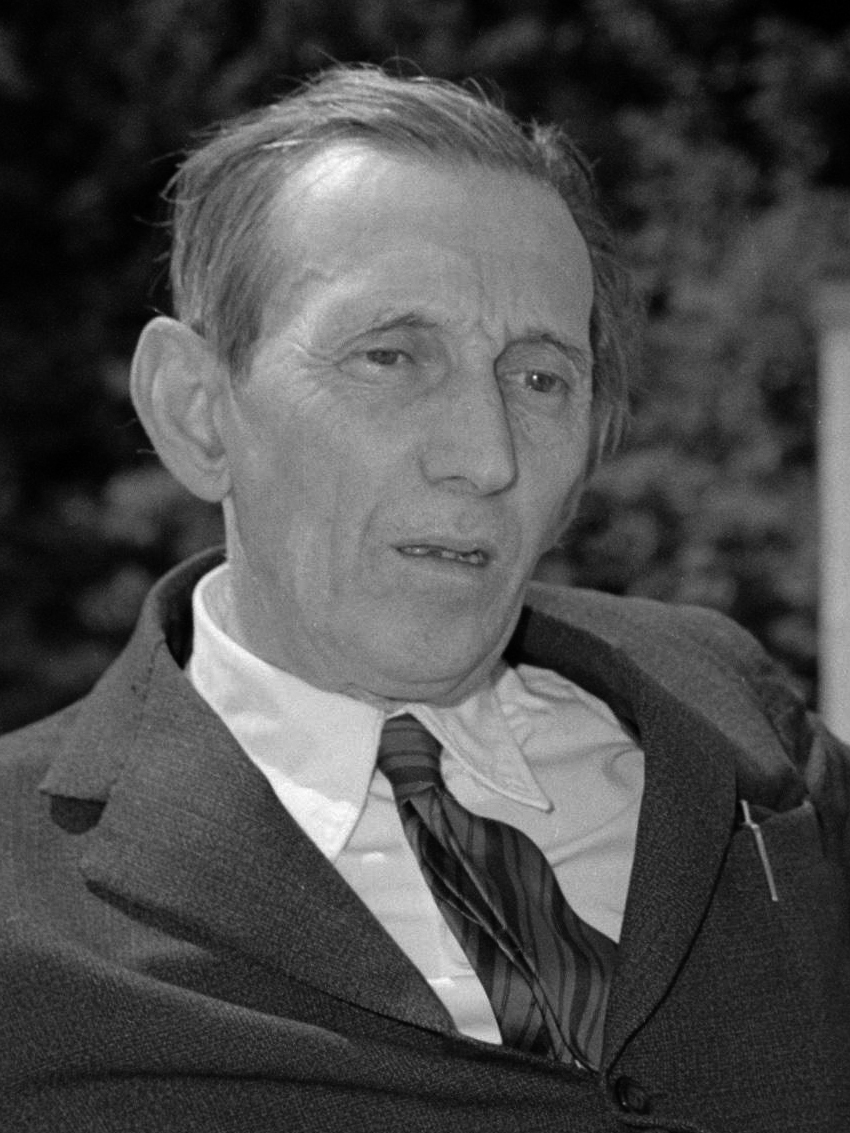
Walter Mehring (1964)

Walter Mehring in der Lobby des Hotel Opera an Dufourstrasse 3 in Zürich im Jahr 1976

Walter Mehring (* 29. April 1896 in Berlin; † 3. Oktober 1981 in Zürich) war ein deutscher Schriftsteller und einer der bedeutendsten satirischen Autoren der Weimarer Republik.

## Leben

Walter Mehring mit seiner Frau Marie-Paul 1976 in Zürich

Walter Mehring war Jude, Sohn des Publizisten und Übersetzers Sigmar Mehring; seine Mutter war die Prager Opernsängerin Hedwig Löwenstein (* 25. Oktober 1866), die nach Theresienstadt deportiert wurde, wo sie am 9. August 1942 starb. Er besuchte das Königliche Wilhelms-Gymnasium, bis er wegen „unpatriotischen Verhaltens“ relegiert wurde und sein Abitur extern ablegen musste. In den Jahren 1914/15 studierte er zweieinhalb Semester Kunstgeschichte in Berlin und München.
1915/16 veröffentlichte Mehring erste Gedichte in Herwarth Waldens Zeitschrift Der Sturm. 1917/18 war er Mitbegründer der Berliner Dada-Sektion. Für die Veröffentlichung des Gedichtes Der Coitus im Dreimäderlhaus in der dadaistischen Zeitschrift Jedermann sein eigner Fussball wurde Mehring wegen Obszönität angeklagt, die Ausgabe wurde beschlagnahmt. Das Verfahren endete mit Freispruch. Seine Gedichte aus den frühen 1920er Jahren gehören zu den wesentlichen Werken des Expressionismus.
Seit den 1920er Jahren publizierte Mehring regelmäßig in verschiedenen literarischen Zeitschriften. Vor allem in der von Siegfried Jacobsohn herausgegebenen Weltbühne und im Tage-Buch schrieb er in Gedichten und satirischer Prosa gegen Militarismus, übersteigerten Nationalismus, Antisemitismus und Nationalsozialismus an. Er gehörte neben Kurt Tucholsky zu den Gründern des politisch-literarischen Kabaretts in Berlin (Titel seines ersten Gedichtbandes: Das politische Cabaret, 1920) und verfasste in den 1920er Jahren Chansons und Texte für alle namhaften Berliner Kabarett-Theater: so für Max Reinhardts Schall und Rauch, für Rosa Valettis Café Größenwahn und für Trude Hesterbergs Wilde Bühne. Von 1921 bis 1928 lebte er in Paris als Korrespondent und erforschte und übersetzte die Revolutionslieder der Pariser Kommune. Der in Paris verfasste amüsant-grimmige Polit-Thriller Paris in Brand (1927), der das abenteuerliche Leben der belgischen Mystikerin Antoinette Bourignon im 17. Jahrhundert schildert, war auch eine grandiose Satire auf die zeitgenössische „Große Hure Presse“.
Seine Lieder, Gedichte, Chansons und Theaterstücke machten ihn früh berühmt – und verhasst: Sein Theaterstück Der Kaufmann von Berlin (UA 1929), eine Persiflage auf die Inflationsgewinnler, uraufgeführt von Erwin Piscator im Theater am Nollendorfplatz, provozierte einen Skandal, die SA demonstrierte vor dem Theater; Joseph Goebbels verfasste im Angriff einen ganzseitigen Hetzartikel gegen ihn mit der Überschrift An den Galgen. Viele seiner Bücher landeten während der Bücherverbrennung am 10. Mai 1933 auf dem Scheiterhaufen. Mehring entging nur knapp seiner Verhaftung durch die SA, emigrierte, wurde 1939 in Frankreich interniert und konnte 1941 durch seine Flucht aus dem Lager St-Cyprien der Auslieferung entgehen und über La Martinique in die USA entkommen.
1953 kehrte Mehring nach Europa zurück und lebte in Berlin, Hamburg und München, in Ascona im Tessin und schließlich in Zürich. Er wurde auf dem Friedhof Sihlfeld in Zürich beigesetzt.
1967 wurde er mit dem Fontane-Preis ausgezeichnet. Seit 1956 war er Mitglied der Deutschen Akademie für Sprache und Dichtung in Darmstadt.

## Werke

### Müller. Chronik einer deutschen Sippe von Tacitus bis Hitler
Dieser Roman gilt neben Otto Michael Knabs Kleinstadt unterm Hakenkreuz (1934), Werner Türks Kleiner Mann in Uniform (1934) und Paul Westheims Heil Kadlatz! Der Lebensweg eines alten Kämpfers (1936) als einer der ersten satirischen Romane über den Nationalsozialismus überhaupt. Darin schildert Mehring die Familiengeschichte der Müllers, die sich als geborene Untertanen in jede Staatsform der deutschen Geschichte eingepasst haben. 
Der Ich-Erzähler der Rahmenhandlung ist Dr. Arminius Müller, dessen Name auf Arminius, den Sieger der Schlacht im Teutoburger Wald im Jahr 9 n. Chr. anspielt. Als letzter der Sippe und Herausgeber ihrer historischen Aufzeichnungen will er seine rein arische Abstammung bis in die Römerzeit nachweisen. Mit einer römischen Polizeiakte kann Müller nachweisen, dass sein Vorfahr, der germanische Lustknabe Millesius, in eine Schlägerei in einem Bordell verwickelt war. Dort nimmt auch die deutsche Geschichtsschreibung ihren Anfang, denn Millesius diktiert dem Moralisten und Bordellbesucher Tacitus sein Hauptwerk, die Germania.
In diesem Stil behandelt Mehring auch den Rest der „ruhmreichen“ vaterländischen Geschichte: Die Christianisierung, die Heldentaten der Kreuzzugsritter, aber auch die Hexenverfolgung – alles wurde von Mitgliedern der Familie Müller beeinflusst. Später gab es gar einen Müller in der Garde der langen Kerls des Soldatenkönigs, einen Befreiungskrieger gegen Napoleon, der allerdings aufgrund von Trunkenheit an keinen Heldentaten teilnehmen konnte – und schließlich Arminius Müller. Dieser huldigt zwar dem Germanenkult, wird aber wegen seiner jüdischen Frau aus der nationalsozialistischen Bewegung ausgeschlossen und stirbt in Paris, wo der Exilant Walter Mehring seinen Nachlass bekommen haben will.
Der Roman wurde noch im Jahr seines Erscheinens 1935 von Mehring zurückgezogen, da der deutsche Botschafter Franz von Papen wegen des „Machwerk(s), das eine grobe Beleidigung des arischen Rasse-Empfindens“ darstelle, die österreichische Regierung unter Druck setzte und diese Mehring bat, den Staat Österreich nicht in die Verlegenheit zu bringen, ihn an das Deutsche Reich ausliefern zu müssen.

### Die verlorene Bibliothek
Mehring widmete seiner auf der Flucht vor dem NS-Regime verlorenen Bibliothek, die auf seinen Urgroßvater zurückging und die ihm von seinem Vater Sigmar Mehring hinterlassen worden war, sein Buch Die verlorene Bibliothek, Untertitel Autobiographie einer Kultur, mit einer subjektiven Auswahl für ihn persönlich bedeutsamer Werke und „Solitär der deutschen Exil- und Erinnerungsliteratur.“ Das Buch ist eine geistreiche Analyse der Wirkungslosigkeit der Dichter und Denker des 19. und frühen 20. Jahrhunderts angesichts der Barbarei des „Dritten Reichs“. Ausgesprochen dokumentarischen Wert haben seine Ausführungen über den Berliner Dadaismus, den literarischen Expressionismus, Surrealismus und Futurismus der 1920er Jahre, die Prager Literaturszene zwischen den beiden Weltkriegen und den Beginn der nationalsozialistischen Verfolgung.
Unter dem Eindruck der Nazi-Herrschaft und des Weltkriegs entstand eine Mischung aus Autobiografie und Zeitbild, Literaturgeschichte, literaturkritischer und politisch-gesellschaftlicher Reflexion. Der Verfasser hatte die Idee zu diesen Aufzeichnungen während des Zweiten Weltkriegs in einem französischen Internierungslager und im amerikanischen Exil entwickelt. Es erschien zuerst 1951 auf Englisch als The Lost Library in New York, dann 1952 auf Deutsch und 2014 in französischer Übersetzung unter dem Titel La bibliothèque perdue.

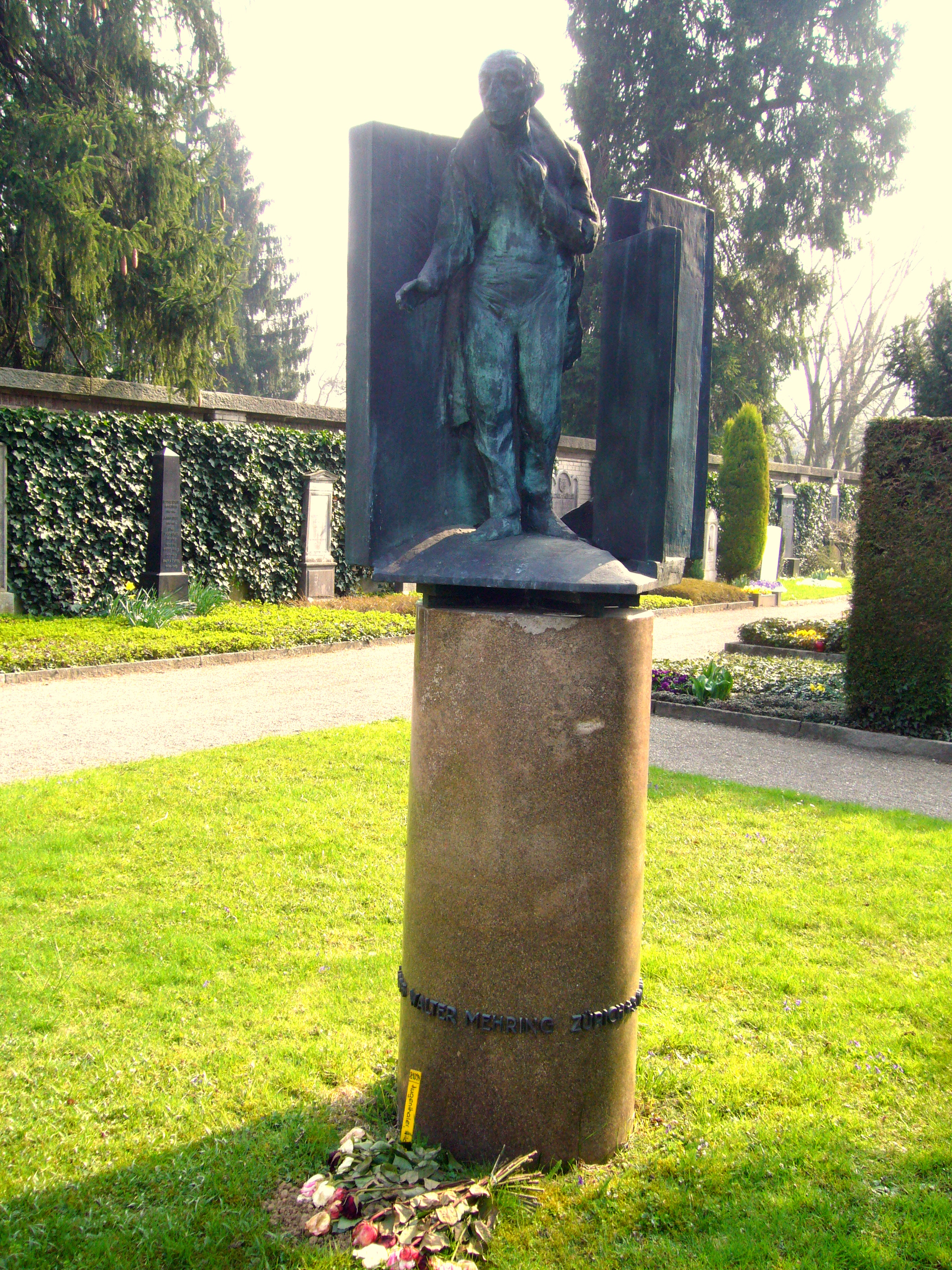
Grab Walter Mehrings, Friedhof Sihlfeld, Zürich

### Exilliteratur
Walter Mehring veröffentlichte ein explizit politisches Buch: 1934 erschien in Paris (Editions du Carrefour) anonym das Werk Naziführer sehen Dich an – 33 Biographien aus dem Dritten Reich (Deutsches Exilarchiv 4034). Der Titel ist eine Anspielung auf Johann von Leers’ NS-Propagandaschrift Juden sehen dich an (1933). Das Werk enthält 33 Biografien von Nazi-Größen. Der Schreibstil ist detailliert und sachlich.
In vielen Bibliografien wird Mehring das 1942 in New York (Albert Unger) auf Englisch erschienene Werk Timoshenko. Marshal of the Red Army (Deutsches Exilarchiv 4037) zugeschrieben. Walter Mehring hat gegenüber Frank Hellberg die Autorschaft zurückgewiesen.

### Verzeichnis der Werke

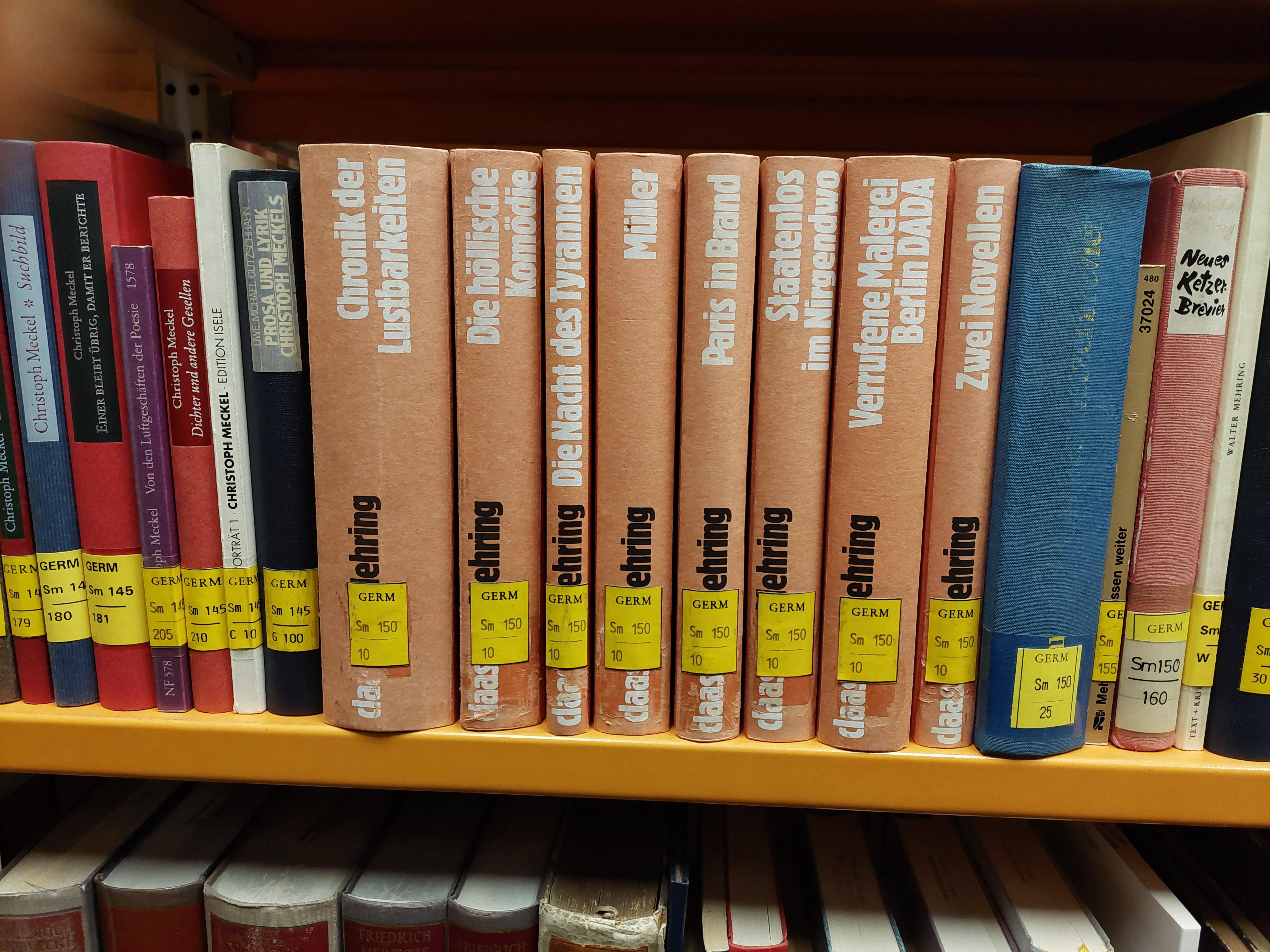
Werke (1978)

- Walter Mehring Werke. 10 Bde. hrsg. von Christoph Buchwald, Claassen, Düsseldorf 1978–1983. Die Bände im Einzelnen:
  - Die verlorene Bibliothek. Autobiographie einer Kultur. 1978. ISBN 3-546-46446-X
  - Müller. Chronik einer deutschen Sippe. Roman. 1978. ISBN 3-546-46447-8
  - Wir müssen weiter. Fragmente aus dem Exil. 1979. ISBN 3-546-46448-6
  - Die höllische Komödie. Drei Dramen: Die höllische Komödie. Der Kaufmann von Berlin. Die Frühe der Städte. 1979. ISBN 3-546-46449-4
  - Paris in Brand. Roman. 1980. ISBN 3-546-46450-8
  - Algier oder die 13 Oasenwunder / Westnordwestviertelwest oder Über die Technik des Seereisens. Zwei Novellen. 1980. ISBN 3-546-46451-6
  - Chronik der Lustbarkeiten. Die Gedichte, Lieder und Chansons 1918–1933. 1981. ISBN 3-546-46452-4
  - Staatenlos im Nirgendwo. Die Gedichte, Lieder und Chansons 1933–1974. 1981. ISBN 3-546-46453-2
  - Verrufene Malerei. Berlin DADA. Erinnerungen eines Zeitgenossen und 14 Essais zur Kunst. 1983. ISBN 3-546-46454-0
  - Die Nacht des Tyrannen. Roman. 1983. ISBN 3-546-46455-9
- Müller. Chronik einer deutschen Sippe. Roman. EA 1935
- Die verlorene Bibliothek. Autobiographie einer Kultur. Hamburg 1952; Neuauflage 1978, ISBN 3-548-37022-5.
  - Neuausgabe mit einem Nachwort von Martin Dreyfus, Elster Verlag, Zürich 2013, ISBN 978-3-906065-02-1
- Paris in Brand – Roman. EA Th. Knaur Nachfolger, Berlin 1927
- Dass diese Zeit uns wieder singen lehre. Neuausgabe der Gedichte, Lieder und Chansons des Walter Mehring in einer Auswahl und mit einem Nachwort von Martin Dreyfus. Elster Verlag, Zürich 2014, ISBN 978-3-906065-21-2
- Die Nacht des Tyrannen. Roman. EA 1938
- Das Mitternachtstagebuch. Texte des Exils 1933–1939. Hrsg. von Georg Schirmers, Mannheim: Persona Verlag 1986, ISBN 3-924652-25-2
- Verrufene Malerei. Von Malern, Kennern und Sammlern. Berichte aus Paris, Berlin, New York, Florenz. Mit 88 Reproduktionen von 88 Bildern, Zeichnungen, Fotos und Dokumenten, Zocher & Peter, Zürich 2021
- Paul Klee – Frühe Begegnung. 2011 postum, Piet Meyer Verlag, Bern-Wien, ISBN 978-3-905799-14-9.
- Walter Mehring (= Poesiealbum 321), Lyrikauswahl: Alex Dreppec, Grafik von Conrad Felixmüller. Märkischer Verlag Wilhelmshorst 2015, ISBN 978-3-943708-21-9.

## Ehrungen
- Ehrengast der Villa Massimo, Rom, 1962.
- Fontane-Preis, Berlin, 1967
- Großes Bundesverdienstkreuz (16. Juni 1977)[7]

## Film und Fernsehen
- 1968: Das neue Ketzerbrevier. Beitrag des Schweizer Fernsehens. 8. September 1968 (10 Minuten) Im SRF-Archiv online
- 1973: Walter Mehring in Zürich. Eine Produktion des Saarländischen Rundfunks/Fernsehen (15 Minuten). Buch und Regie: Klaus Peter Dencker
- 1977: Walter Mehring im Monatsmagazin des Schweizer Fernsehens (10 Minuten). 29. April 1977. Redaktion Peter K.Wehrli. Im SRF-Archiv Online
- 1979: Walter Mehrings Sammelband der archivierten Beiträge erscheint 1978/1979. Rundfunkbeitrag von Gustav Huonker vom 4. Mai 1979 (8 Minuten). Im SRF-Archiv online
- 1979: Walter Mehring – Staatenlos im Nirgendwo. TV-Film vom Peter K.Wehrli für das Schweizer Fernsehen DRS, heute SRF. (60 Minuten)
- 2020: In dem Film Paris Caligrammes von Ulrike Ottinger wird auch an Walter Mehring erinnert und eine Lesung seines Gedichts Bester Jahrgang deutscher Reben (Mitternachtsbrief X, Marseille, Silvester 1940/41) in der Pariser Buchhandlung von Fritz Picard nach dem Zweiten Weltkrieg, in der er das tragische Schicksal deutschsprachiger Emigranten und Opfer der Nationalsozialisten Revue passieren ließ, mit denen er befreundet war (Erich Mühsam, Carl von Ossietzky, Ernst Toller, Ödön von Horváth, Kurt Tucholsky, Joseph Roth, Ernst Weiß, Theodor Lessing, Carl Einstein, Walter Hasenclever, Rudolf Olden). Das Gedicht wird in dem Film von Mehring rezitiert.
- 2023: In der Historienserie Transatlantic wird Mehring in drei Folgen von Jonas Nay verkörpert.[9][10] Die Premiere der Miniserie erfolgte am 7. April 2023 auf Netflix.

## Diskografie (Auswahl)
- Gisela May: Hoppla wir Leben. LP. VEB Deutsche Schallplatten Berlin. 1974. AMIGA 855371
- Alexander Lipping: Staatenlos im Nirgendwo (Lieder aus dem Exil 1933–45). LP. Büchergilde Gutenberg. 1987. Lipp 001